# Agesilaos II
Agesilaos II, hoặc là Agesilaus II (tiếng Hy Lạp: Ἀγησίλαος, 444 trước Công Nguyên – 360 trước Công Nguyên) là một vị vua nhà Eurypond của Sparta, trị vì từ khoảng năm 400 trước Công Nguyên cho đến năm 360 trước Công Nguyên.,Ttrong phần lớn triều đại ông, ông "vừa là một vị tướng sáng suốt vừa là một vị vua xuất chúng của toàn thể Hy Lạp" (theo Plutarchus), và gắn liền với mọi chiến công và vận mệnh của Sparta. Ông được xem là một vị vua rất mạnh mẽ. Dưới thời ông, xứ Sparta lên đến cực thịnh, nhưng sau đó lại suy sụp. Khi mới lên ngôi, ông tấn công Ba Tư, sau đó quay về Hy Lạp theo đường tiến quân của Xerxes I năm xưa, và bẻ gãy cuộc tấn công của các láng giềng nhằm lật đổ sự bá quyền của người Sparta trên toàn cõi Hy Lạp. Nhưng rồi, trong khi sức mạnh của Sparta ngày càng gia tăng, thời kỳ bá chủ của Sparta kết thúc khi quân Sparta bị quân Thebes đánh bại trong trận Leuctra vào năm 371 trước Công Nguyên. Sau đó, Agesilaos II thành công trong cuộc chiến đấu bảo vệ thành bang Sparta thoát khỏi cuộc xâm lược của quân Thebes. Không những thế, cuối đời ông còn giành những chiến thắng tại Ai Cập. Các sử gia Hy Lạp cổ đại coi ông là nhân vật kiệt xuất nhất của thời đại. Nhà sử học Xenophon có viết tiểu sử của vị anh hùng này.

## Tiểu sử

### Đầu đời
Agesilaos là con của vua Archidamos II và bà vợ thứ là Eupolia, ông là anh trai của Cynisca (người phụ nữ đầu tiên trong lịch sử cổ đại giành chiến thắng trong Hy Vận Hội Olympic) và là em trai khác mẹ của Agis II.
Sử cũ không ghi chép nhiều về thuở bé của Agesilaus. Chúng ta biết rằng ông không có cơ may kế thừa ngôi báu của vua anh Agis II, chủ yếu là do ông đi khập khiễng ngay từ khi sinh ra, và do Agis II cũng có một đứa con là Leotychidas. Do đó, Agesilaos được rèn luyện theo lối truyền thống của xứ Sparta, gọi là agoge. Qua đó, ông hiểu trách nhiệm tuân phục người bề trên và luật pháp. Ông là một người vô cùng tham vọng, và dù ông thường mặc một chiếc áo choàng giản dị, điều này không thể che giấu thói kiêu ngạo của ông. Nhưng sau này Leotychidas bị loại ra khỏi vòng hợp pháp do những tin đồn thời ấy cho rằng người này thực chất là con của Alcibiades, và Agesilaos II lên nối ngôi vào năm 401 trước Công nguyên, khi ấy ông đã 40 tuổi. Không những do có lời đồn rằng Leotychidas là con riêng của vợ Agis II với Alcibiades, việc kế vị của Agesilaos II còn nhờ phần lớn vào sự can thiệp của tướng Lysandros - người muốn ông sẽ trở thành một vị vua luôn biết nghe theo lời mình, từ đó mở ra thành công của những ý đồ chính trị của Lysandros. Tuy nhiên, Agesilaos II đã tỏ ra là một người Sparta chân chính và do đó ông đã không để Lysandros lộng quyền. Khi ấy, Athena đã suy sụp và Sparta là bá chủ của toàn thể Hy Lạp.
Bản tính lịch thiệp và dễ gần khiến Agesilaus được mọi người quý mến, còn hoài bão và lòng ham muốn thích mạo hiểm khiến ông trở thành một thủ lĩnh. Bất kể nhiệm vụ khó khăn như thế nào, Agesilaus đều kiên trì thực hiện cho đến khi vượt qua mọi trở ngại bằng năng lực và sự bền vỉ không mệt mỏi của mình. Ông hăng hái chấp hành mọi kỷ luật và không bao giờ kêu ca hay phàn nàn. Với ông, một lời khiển trách dù là nhỏ nhất cũng gây đau đớn hơn bất cứ một công việc nặng nhọc hay thương tích nào.

### Buổi đầu trị vì

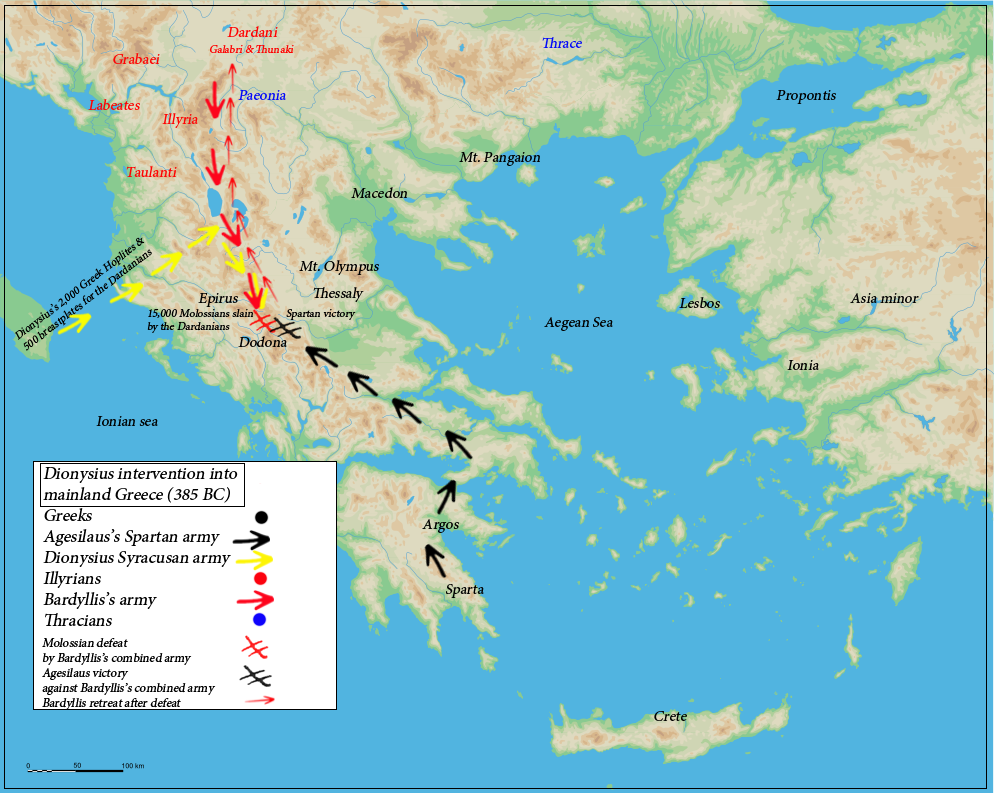
Agesilaos II đánh đuổi người Illyria ra khỏi xứ Ipiros.

Khi lên làm vua, Agesilaus luôn sốt sắng làm theo ý muốn của các pháp quan. Bằng cách đó, ông đã kết thân với họ. Trước khi Agesilaus lên làm vua, giữa các vị vua và các pháp quan luôn có mâu thuẫn nên quyền lực của nhà vua bị suy yếu nhưng bằng cách sẵn sàng nhân nhượng trước uy quyền hợp pháp của các pháp quan, Agesilaus đã thực sự nâng cao quyền lực của mình. Mỗi khi muốn làm một việc nào đó,trước tiên ông luôn hỏi ý kiến của các pháp quan. Khi họ muốn trao đổi với ông, ngay lập tức ông đến gặp họ. Bằng cách này hay cách khác, ông tôn trọng quyền của các pháp quan và chứng tỏ rằng hành động của ông nhằm mở rộng quyền lực cho họ chứ không phải bản thân. Về phần mình, họ cũng giám sát ông nhẹ nhàng như một con ngựa thuần. Nhưng cũng chính mối quan hệ thân thiện với Agesilaus mà các pháp quan đã lập ra một tiền lệ rất nguy hiểm đối với các vị vua sau này. Tuy nhiên, các pháp quan cũng không thực sự hài lòng khi thấy mọi ý tưởng chống đối Agesilaus đều biến mất vì tình bạn nồng ấm của ông với họ và với dân chúng. Thậm chí có lần họ đã phạt ông vì ông đã trở nên quá gần gũi với thần dân.
Đầu tiên, chúng ta được biết về thời trị vì của ông qua việc trấn áp cuộc phản nghịch của Cinadon. Tiếp theo đó, vào năm 396 trước Công Nguyên, vua Agesilaus II thân chinh thống suất một đội quân gồm có 2 nghìn người neodamodes (nô lệ được giải phóng) và 6 nghìn quân đồng minh để giải phóng các thành phố Hy Lạp thoát khỏi ách thống trị của Đế quốc Ba Tư. Ông là vị vua đầu tiên của xứ Sparta đi chinh chiến tại châu Á. Trong khi đội quân này tập hợp ở Aulis, Agesilaus đã có một giấc mơ. Ông nhìn thấy một ông lão lại gần và nói: "Hỡi nhà vua Sparta, chắc hẳn nhà vua đã từng biết rằng trước đây từng có một vị tướng Hy Lạp đến tấn công châu Á. Đó là Agamemmon. Bây giờ nhà vua cũng đang ở nơi ông ta từng ở, cũng chỉ huy những chiến binh cùng xuất phát từ một thành phố, trong cuộc chiến tranh chống lại cùng một kẻ thù nên nhà vua cũng phải làm lễ tế thần y như ông ta trước kia". Agesilaus nhớ rằng Agamemmon đã hi sinh chính con gái mình làm vật cúng tế cho nữ thần Artemis tại thành phố mà Agesilaus đang ở. Nhưng ông nói với bạn bè rằng ông sẽ hiến tế cho nữ thần với một vài vật tế phù hợp chứ không thể bắt trước sự tàn bạo của vị vua thời trước. Thay cho con gái mình, Agesilaus tế thần bằng một con hươu và ông muốn người của ông thực hiện lễ tế thần thay cho thầy tế lễ nhưng người Thebes đã can thiệp để ngăn ngừa việc này đây là một sự sỉ nhục khiến ông cả đời căm ghét xứ Thebes. Khi ông kéo quân đến thành phố Ephesus (năm 396 TCN), ông phát hiện ra rằng Lysandros, một trong 30 cố vấn Sparta đi cùng với ông,có uy quyền rất lớn tại đây. Họ nhìn Agesilaus và thấy một người với cái chân khập khiễng nhỏ bé, thân thiện và chẳng có bẻ gì là của một vị chỉ huy và thường so sánh ông với Lysandros, một người oai nghiêm có phần lỗ mãng. Agesilaus chẳng có phong thái của một ông vua nên không được người Hy Lạp ở châu Á kính trọng còn Lysandros thì lúc nào cũng có một đám người cầu cạnh ở nhà và bất cứ nơi nào ông ta đến. Những cố vấn Sparta khác ghen tức với lòng tông trọng Lysandros một cách thái quá vì nó làm họ trông giống đầy tớ của Lysandros hơn là cố vấn của nhà vua. Mãi rồi Agesilaus cũng cảm thấy bực bội dù rằng bản chất của ông không phải người đố kỵ. Vì vậy, Agesilaos bắt đầu ngấm ngầm phá hoại uy tín của Lysandros, bất cứ điều gì Lysandros đề nghị trong hội đồng tướng lĩnh đều bị Agesilaos phản đối và ngược lại Agesilaos ủng hộ bất cứ điều gì Lysandros phản đối. Mọi người sớm nhận ra rằng việc ủng hộ Lysandros trong bất cứ đề xuất nào cũng đều nguy hiểm. Phát hiện tình huống khó khăn đó, Lysandros khuyên bạn bè đừng nên kết giao với ông nữa để tránh hậu họa. Khi nghe thấy tin này, Agesilaos thậm chí cảm thấy xúc phạm hơn vì điều này ám chỉ sự bất công dành cho Lysandros, chính vì thế ông bổ nhiệm Lysandros vào vị trí cai quản nhà bếp hoàng gia mới được thành lập.
Tissaphernes, quan satrap (Thống đốc) xứ Lydia và Caria, đã lừa Agesilaus bằng cách tuyên bố là sẽ trả lại sự tự do cho các thành phố Hy Lạp ở Tiểu Á nhưng đến khi tập hợp được một đạo quân lớn, ông ta lại vứt bỏ mặt nạ hòa bình và công khai gây chiến. Quân Sparta giả vờ tấn công vào xứ Caria, nhưng thực chất vua Agesilaus II thẳng tay tiến đánh xứ Phrygia, tại đây ông dễ dàng chiếm lĩnh được biết bao nhiêu là chiến lợi phẩm từ tay viên satrap Pharnabazus; Tissaphernes không thể hỗ trợ cho Pharnabazus, do ông ta đang tập trung quân sĩ tại xứ Caria. Sau khi nghỉ đông để cải tổ Kỵ binh (hippeis) bằng cách bắt những nhà giàu đi lính nhưng cho phép họ được nộp một con ngựa và một kị sĩ đi thay mình, ông tiến hành một cuộc thảo phạt xứ Lydia vào mùa xuân năm 395 trước Công Nguyên. Lần này Tissaphernes không bị mắc lừa Agesilaos mà chính ông ta mắc lừa chính mình, ông ta tin rằng Caria mới là mục tiêu thật sự. Nhưng lần này Agesilaus lại làm đúng như những gì ông nói, tấn công Lydia rồi tiến về thủ phủ Sardis mà không gặp sự kháng cự nào. Một lần nữa Tissaphernes lại phạm sai lầm khi phái kị binh quay lại Lydia tấn công quân Hy Lạp lúc đó đang mải mê cướp bóc. Agesilaus nghĩ rằng đó là lúc thích hợp nhất để giao chiến. Ông dùng kỵ binh và bộ binh nhẹ để chống lại kị binh Ba Tư rồi điều bộ binh nặng đến, ngay khi bị tấn công quân Ba Tư bỏ chạy. Quân Hy Lạp truy đuổi, giết được vô số quân địch và chiếm được doanh trại của kẻ thù. Tithraustes được cử tới để thế chức cho Tissaphernes, đồng thời giết chết Tissaphernes vì thất bại của ông ta. Một thỏa thuận được ký kết giữa Tithraustes và Agesilaos II - người đã rời khỏi miền Nam Lydia và tiếp tục chinh phạt xứ Phrygia, ông tàn phá xứ này cho đến tận mùa xuân năm sau. Thế rồi, ông lại ký thỏa ước với Pharnabazus và một lần nữa Nam chinh.
Người ta kể rằng vào năm 394 trước Công Nguyên, trong khi đóng quân tại đồng bằng Thebe, ông lập kế hoạch khởi binh đánh vùng hạ, hoặc thậm chí là tấn công thẳng tay vua Ba Tư là Artaxerxes II, nhưng rồi ông bị gọi về Hy Lạp do chiến tranh bùng nổ giữa xứ Sparta và liên quân Athena, Thebes, Corinth, Argos cùng vài thành bang khác. Khi lên đường trở về (Năm 394 TCN), Agesilaos đã mỉa mai bình luận rằng:"10000 cung thủ đã bắt ta phải rời châu Á". Ông nói thế vì các chính khách ở Thebes và Athens đã nhận khoản hối lộ 10000 đồng tiền vàng Ba Tư, những đồng tiền in hình cung thủ, để gây chiến với Sparta. Ông bèn tổ chức một cuộc hành binh xuyên Thrace và Macedonia và kéo đến xứ Thessaly, tại đây quân Kỵ binh Thessaly ngăn chặn ông, nhưng bị ông đánh lui. Sau đó, viện binh Phocis và Orchomenus kéo đến cùng với một đạo quân Sparta khác, ông giáp chiến với liên quân chống Sparta tại miền Coronea ở xứ Boeotia, trong một trận đánh rất khốc liệt mà kết thúc với chiến thắng lẫy lừng của quân Sparta, nhưng thắng lợi này không đem lại lợi thế cho người Sparta và nhà vua phải lui binh theo con đường Delphi tới miền Peloponnesus. Ít lâu trước khi trận đánh này, Hải quân Sparta mà ông là chỉ huy tối cao bị hạm đội hùng mạnh của Ba Tư dưới quyền Conon và Pharnabazus đập tan tại Cnidus. Nhà vua nghe được tin dữ khi ông đang kéo quân về đánh trận Coronea. Và ông an ủi ba quân rằng Đô đốc Hải quân Sparta là Pisandros đã hy sinh nhưng thắng trận này. Ông tổ chức một buổi lễ ăn mừng như thể quân Sparta vừa giành được thắng lớn trên biển rồi nhanh chóng tiến quân tiến lên giao chiến với quân Thebes. Trận đánh rất khó khăn và dữ dội cho cả hai bên nhưng cuối cùng quân Sparta vẫn giữ được trận địa, còn người Thebes phải cầu xin được mang xác binh lính của họ về. Trong trận này, Agesilaos chịu nhiều vết thương khi bị đâm xuyên áo giáp, nhưng ông không rời chiến trường cho đến khi tận mắt thấy xác những chiến binh Sparta được mang về còn nguyên áo giáp.
Vào năm 393 trước Công nguyên, Agesilaus II xua quân đánh phá xứ Argolis. Vào năm 392 trước Công nguyên, ông tích cực tham chiến trong cuộc Chiến tranh thành Corinth, giành được một vài thắng lợi tại lãnh thổ Corinth và chiếm lĩnh Lechaeum và Piraeus. Tuy nhiên, những chiến thắng này bị giảm giá trị do một đạo quân Sparta (mora) bị tướng Iphicrates xứ Athena hủy diệt, và Agesilaus II trở về Sparta. Vào năm 389 trước Công nguyên, ông phát động một chiến dịch tại miền Acarnania để giúp người Achaea, người Achaea muốn ông chiếm giữ lãnh thổ Acarnania để cho kẻ thù không thể gieo trồng. Agesilaos đáp lời:"Nếu năm tới, tất cả cánh đồng của họ đầy hoa màu thì họ lại càng sợ chiến tranh hơn". Đúng như Agesilaos tiên đoán, ngay khi quân Sparta tiến công, người Acarnania buộc phải giảng hòa với người Achaea bằng những điều khoản rộng rãi. Lúc này, người Ba Tư thống trị trên các vùng biển nên các vùng đất dọc theo bờ biển của Sparta thường bị cướp bóc. Vua Ba Tư giúp tiền bạc cho người Athen xây dựng lại tường thành. Do đó người Sparta nghĩ rằng tốt nhất nên giảng hòa với người Ba Tư. Một hiệp ước được ký kết sau đó, theo đó, Sparta sẽ từ bỏ xứ Ionia. Hai năm sau đó Hòa ước Antalcidas được ký kết với sự ủng hộ nồng nhiệt của ông, đem lại hòa bình cho Sparta. Theo sử cũ, trong thời bình, ông đã từ chối việc chỉ huy quân Sparta xâm lược vùng Mantineia, nhưng do tình bạn riêng tư mà ông tấn công xứ Phlius, và công khai biện hộ cho việc Phoebidas xâm chiếm xứ Cadmea. Cuộc công thành Phlius đã kết thúc với thắng lợi cua ông, buộc dân Phlius phải đầu hàng. Trong khi đó, vị vua đồng trị vì với ông là Agesipolis I nhà Agis đánh thắng dân Torone, nhưng bệnh chết vào năm 380 trước Công Nguyên và em là Cleombrotus I lên đồng cai trị với Agesilaos II.

### Cuối thời
Khi một cuộc chiến tranh mới bùng nổ với Thebes, nhà vua hai lần tấn công xứ Boeotia (trong các năm 378 trước Công nguyên và 377 trước Công nguyên), mặc dù trong năm năm tới ông không thân chinh do lâm bệnh nặng (dù không quá nghiêm trọng). Trong hội nghị vào năm 371 trước Công nguyên, người ta ghi nhận về một cuộc tranh cãi giữa ông và tướng Epaminondas xứ Thebes, cuối cùng ông thắng thế và hoàn toàn loại bỏ Thebes ra khỏi nền hòa bình. Đây là lần đầu tiên ông điều hành việc đại sự kể từ khi ngã bệnh. Không những thế, ông còn nhờ Cleombrotos I tấn công Thebes vào năm 371 trước Công Nguyên. Cleombrotos I không có tài cầm quân như Agesilaos II, đồng thời cũng không căm hờn người Thebes như ông. Tuy nhiên, do Agesilaos II đãgià yếu của ông mà Cleombrotos phải chỉ huy thay ông. Một người Sparta tên là Prothous khuyên Cleombrotos I nên xây dựng lại đền thờ thần Apollo vừa bị hủy diệt trong một trận động đất, nhưng Agesilaos II lại ngăn cản vì cho đó là chuyện vớ vẩn. Cleombrotos I bị đánh bại trong trận Leuctra và thời kỳ bá chủ của Sparta chấm dứt. Cái chết của Cleombrotos I trong thảm họa này đã đánh dấu thất bại của chính sách của Agesilaos II. Quân Sparta lui binh về cùng với một đạo quân dự binh do con Agesilaos II là Archidamos chỉ huy.
Tuy nhiên, Agesilaos II quyết tâm phải gỡ gạc. Theo sử cũ, năm 370 trước Công nguyên, nhà vua tham gia trong một phái đoàn ngoại giao đến Mantineia, và tái hiện sức mạnh của Sparta bằng một cuộc chinh phạt vùng Arcadia. Sự sáng suốt và khí phách anh hùng của ông đã khiến cho xứ Sparta vẫn đứng vững trước các cuộc bạo loạn và nghịch phản của nô lệ, dân tự trị và thậm chí cả thần dân Sparta, và trước các kẻ thù của thành bang này là bốn đạo quân Thebes do Epaminondas cầm đầu. Quân Thebes đã tiến đánh xứ Laconia cùng năm đó, và một lần nữa vào năm 362 trước Công nguyên khi quân Thebes bất ngờ tấn công dữ dội và cướp được thành phố Laconia. Trận Mantinea (mà Agesilaus II không hề tham gia) đã dẫn đến một nền hòa bình chung: tuy nhiên, Sparta vẫn cô độc, và thậm chí không thể nào hy vọng lấy lại bá quyền xưa. Dù sao thì xứ Sparta cũng đã được cứu vãn khỏi nguy cơ diệt vong. Mọi người giờ đây đều muốn hòa bình, chỉ trừ Agesilaos muốn gây chiến chống lại thành bang Messenia, hi vọng giành được một phần đế chế Sparta ngày trước. Vì vậy, Agesilaos bị coi là tham lam, tàn bạo và dối trá, muốn tàn phá quê hương và luôn kích động chiến tranh chỉ vì tham vọng và thù oán cá nhân.
Theo Xenophon, Agesilaos II, để kiếm thêm tiền nhằm tiếp tục chiến tranh, đã cổ võ quan satrap Ariobarzanes II khởi binh chống vua Artaxerxes II của Ba Tư năm 364 trước Công Nguyên, và vào năm 361 trước Công Nguyên, ông kéo một đạo quân đánh thuê vào Ai Cập để hỗ trợ cho pharaon Nectanebo I và quan Nhiếp chính Teos chống quân xâm lược Ba Tư. Ít lâu sau, ông quay sang giúp em họ và cũng là kẻ thù của Teos - pharaon Nectanebo II, và mang lại cho Nectanebo II hai chiến thắng lừng lẫy. Nhờ đó, ông được Nectanebo II đã trả cho ông một khoản tiền bao gồm hơn 200 đồng talent. Cơ đồ bền vững, ông dương buồm về thành bang Sparta. Trên đường trở về quê hương, Agesilaus II - sau những năm tháng đã thể hiện tài năng xuất chúng của mình - qua đời tại xứ Cyrenaica, ở độ tuổi 84, sau khi trị vì được 41 năm trời. Thi hài được ướp bằng xáp, và được an táng trọng thể tại chính quốc Sparta. Ông được coi là một trong những vĩ nhân của xứ Sparta.